# Теньгинское сельское поселение
Теньгинское се́льское поселе́ние — муниципальное образование в Онгудайском муниципальном районе Республики Алтай Российской Федерации.
Административный центр — село Теньга.

## История
Статус и границы сельского поселения установлены Законом Республики Алтай от 13 января 2005 года № 10-РЗ «Об образовании муниципальных образований, наделении соответствующим статусом и установлении их границ».

## Население
| 2010  | 2011  | 2012  | 2013  | 2014  | 2015  | 2016  | 2017  | 2018  |
| ----- | ----- | ----- | ----- | ----- | ----- | ----- | ----- | ----- |
| 1821  | ↘1815 | ↘1784 | ↘1754 | ↘1745 | ↘1719 | ↘1671 | ↘1649 | ↘1635 |
| 2019  | 2020  | 2021  |       |       |       |       |       |       |
| ↘1613 | ↘1587 | ↘1541 |       |       |       |       |       |       |

## Состав сельского поселения
| № | Населённый пункт | Тип населённого пункта       | Население |
| - | ---------------- | ---------------------------- | --------- |
| 1 | Теньга           | село, административный центр | ↘611      |
| 2 | Туекта           | село                         | ↘329      |
| 3 | Шиба             | село                         | ↘301      |
| 4 | Озёрное          | село                         | ↗261      |
| 5 | Талда            | село                         | ↘98       |
| 6 | Нефтебаза        | село                         | ↘62       |
| 7 | Бархатово        | село                         | →9        |